# Margarethe von Witzleben
Johanna Margarethe von Witzleben (* 22. Februar 1853 in Kitzscher; † 1. Februar 1917 in Berlin) war Begründerin der Bewegung zur Selbsthilfe und Selbsterfahrung schwerhöriger Menschen in Deutschland.

## Leben und Leistungen

### Kindheit und Beginn der Schwerhörigkeit im Jugendalter
Margarethe von Witzleben wuchs zusammen mit ihren Geschwistern auf dem elterlichen Rittergut Kitscher auf, zu dem auch ein großer Park gehörte. Sie entstammte dem thüringischen Adelsgeschlecht Witzleben. Ihr Großvater war August von Witzleben, ihr Vater der preußische Kammerherr Hermann von Witzleben (1816–1890). Die Eltern waren den Kindern sehr zugewandt, Margarethe verbrachte eine glückliche und unbeschwerte Kindheit.
Mit etwa zwölf Jahren begann Margarethe aufzufallen, dass die Kirchenglocken zunehmend leiser zu hören waren und dass ihr Klang sich offenbar verändert hatte. Sie war schwerhörig geworden. Damit kam sie als Ehefrau für standesgemäße Männer nicht mehr in Frage. Die Suche nach erfolgreicher medizinischer Hilfe blieb erfolglos: Auch der berühmte Ohrenarzt Anton Friedrich von Tröltsch konnte nicht helfen.
Die Eltern suchten nun Hilfe bei Pfarrer Johann Christoph Blumhardt, der angeblich durch Handauflegen wundersame Heilungen vollbringen könne. Die Mutter suchte ihn zusammen mit Margarethe auf. Blumhardt bekannte jedoch, ihr nicht helfen zu können. Er äußerte stattdessen gegenüber Margarethe, dass Gott sehr wohl helfen könne, wenn er wolle; aber er will offenbar nicht. Da Gott nicht bösartig ist, könne das eigentlich nur bedeuten, dass er etwas Besonderes mit ihr vorhabe, dass ihr Leiden vielleicht zum Segen würde, nicht nur für sie, sondern für einen großen Kreis von Menschen. Damit nahm die Schwerhörigkeit für die junge Margarethe einen anderen Charakter an: Sie war nicht mehr nur eine Unvollkommenheit, sondern zugleich ein göttlicher Auftrag, fast eine göttliche Auszeichnung.

### Gesellschaftliche Aktivitäten

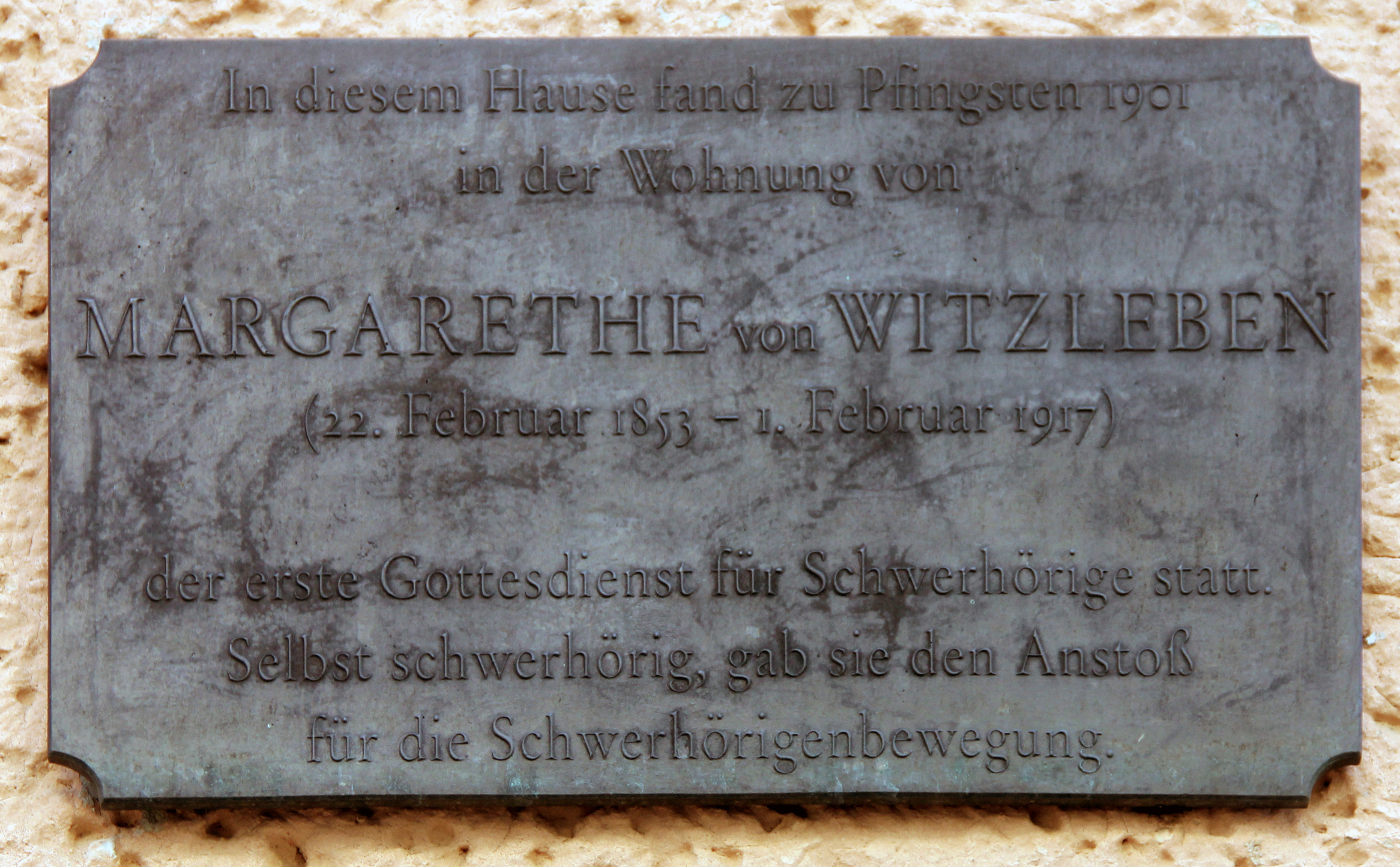
Gedenktafel am Haus, Tieckstraße 17, in Berlin-Mitte

Margarethe von Witzleben begann, sich von der Familie zu lösen und sich auf eigene Beine zu stellen. Sie durchlief viele Tätigkeiten, die ihrer geistigen Entwicklung förderlich waren. Sie war Helferin beim Kindergottesdienst, arbeitete in einer Bibliothek, übernahm in einem Jungfrauenverein die Sonntagsschule; in einem Frauenverein half sie bei der Leitung eines Erholungsheims für Arbeiterinnen. Schließlich war sie seit 1894 im Berliner Marienheim – das junge Frauen vom Lande aufnahm, die in der Stadt ihr Glück suchten – maßgeblich am Aufbau einer Haushaltungsschule beteiligt. 1898 veröffentlichte sie einen „Leitfaden der Haushaltungslehre“, der sich u. a. mit der Frage beschäftigte, wie man mit wenig Geld schmackhafte und gesunde Mahlzeiten bereiten könne. Ihre Lehrertätigkeit musste sie jedoch schließlich wegen ihrer fortschreitenden Schwerhörigkeit aufgeben. Von nun an widmete sie ihr ganzes Leben den Belangen schwerhöriger und ertaubter Menschen. Sie schrieb Bücher und verfasste Schriften.
Mit der Zusammenführung einer Gruppe Schwerhöriger zu Pfingsten 1901 in ihrer Wohnung in der Berliner Tieckstraße 17, die zunächst ganz religiös bestimmt war und aus der später der Hephata-Verein hervorging, begründete Margarethe von Witzleben die erste Schwerhörigen-Selbsthilfe-Bewegung in der Welt. Sie erkannte, unter welch erdrückender finanzieller Not die meisten Hörgeschädigten litten. Ob jemand Beamter war, Angestellter, Arbeiter oder Soldat: Die Folge von Schwerhörigkeit war so gut wie immer Arbeitslosigkeit. Margarethe von Witzleben unternahm viele Versuche, Arbeit für Schwerhörige zu beschaffen, wenn auch zunächst mit mäßigem Erfolg.
Sie engagierte sich für Bildung und Weiterbildung, setzte sich mit dem Berliner Ohrenarzt und Schuldeputierten Arthur Hartmann für die behinderungsgerechte Beschulung schwerhöriger Kinder ein und forderte darüber hinaus auch weiterführende Schulen für Schwerhörige.
Schwerhörigkeit brachte nicht nur materielle Not mit sich, sondern oft auch Einsamkeit und das Ausgeschlossensein vom kulturellen Leben. Deshalb erstreckte sich die Tätigkeit Margarethe von Witzlebens und des von ihr geführten Hephata-Vereins auf immer neue Gebiete, um die Integration und damit die Lebensumstände Hörgeschädigter zu verbessern. Absehkurse, Schach- und Lesenachmittage – auch für Kinder –, Jugendpflege für Schulentlassene, Weiterbildung für Erwachsene waren wichtige Wirkungskreise. Hinzu kam die Organisation von Erholungsaufenthalten für Bedürftige, für die ab 1913 ihre Schwester, Gräfin von der Schulenburg, ihre Villa in Wernigerode zur Verfügung stellte. Ähnliche Angebote finden sich großenteils noch heute in den Veranstaltungskalendern der Schwerhörigenvereine – selbstverständlich den veränderten Lebensbedingungen der heutigen Zeit angepasst.

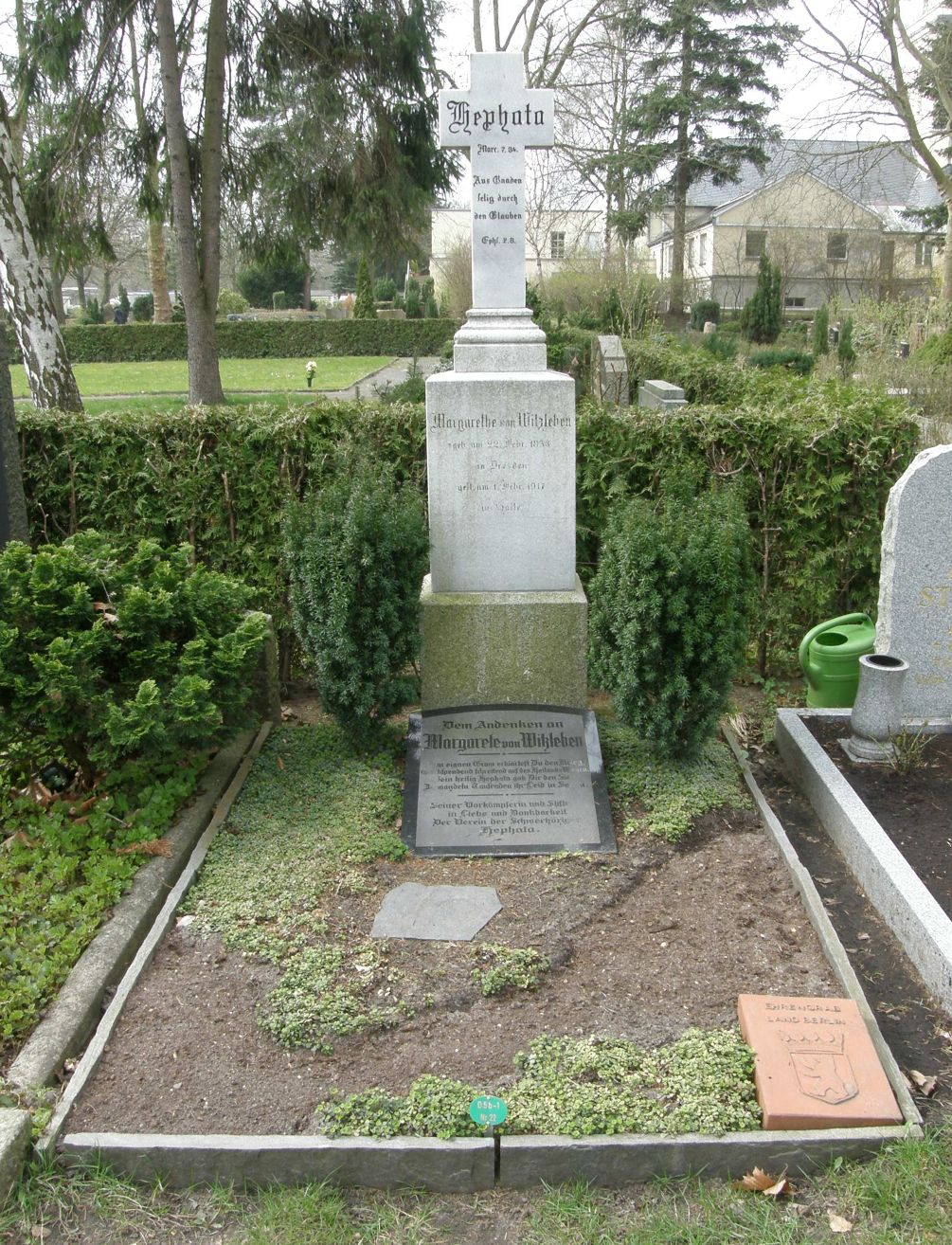
Ehrengrab von Margarethe von Witzleben auf dem Friedhof Berlin-Wilmersdorf

Zum großen Engagement Margarethe von Witzlebens gehört auch ihre umfangreiche Korrespondenz mit Instanzen und Ratsuchenden. Jährlich verfasste sie etwa 3000 Briefe. Besonders beliebt waren die Teeabende in Frau von Witzlebens Salon, die neben der gegenseitigen Information und Unterhaltung auch der Herstellung von Handarbeiten für den traditionellen, bis heute alljährlich im Witzlebenhaus stattfindenden Basar dienten.
Am 1. Februar 1917 starb Margarethe von Witzleben nach kurzer schwerer Krankheit und wurde auf dem Friedhof Berlin-Wilmersdorf feierlich beigesetzt. Der Senat von Berlin hat ihre Grabstätte in den Rang eines Ehrengrabs erhoben.

## Witzlebens Thesen
Margarethe von Witzleben setzte sich nicht nur mit der Not der Hörgeschädigten auseinander, indem sie deren äußere Lebensbedingungen zu verbessern versuchte. Sie befasste sich auch mit der Frage, was einen Behinderten unglücklich, was glücklich machen könnte. Dazu lassen sich ihre Aussagen in zwei Thesen zusammenfassen:
1. Vermeide, stets nur über dich selbst nachzudenken, dich selbst für den Mittelpunkt der Welt zu halten, stets nur zu jammern, wie schlecht es dir geht. Damit vertiefst du die Einsamkeit, denn wer kann einen Menschen ertragen, dessen Gedanken stets nur um ihn selbst und seine Schwierigkeiten kreisen, der nur von sich redet und ständig klagt? Da zieht sich mit der Zeit auch der Wohlmeinendste zurück.
2. Tue etwas, engagiere dich! Jeder Arbeitsbereich, mit Ernst und Hingabe betrieben, stellt dich täglich vor neue Herausforderungen. Du merkst, wie du immer tiefer in die Materie eindringst, sie immer besser beherrscht – das stärkt das Selbstbewusstsein. Wer bereit ist, sich einer Aufgabe hinzugeben, der hat keine Zeit mehr, nur um sich selbst zu kreisen; sein Leben bekommt einen neuen, Sinn gebenden Schwerpunkt.[2]

## Posthume Nachwirkungen ihres Schaffens
Um nach ihrem Tod den Schwerhörigen und Ertaubten eine Heimstatt zu schaffen, wo „Jung und Alt Rat und Hilfe finden“, ebenso für Absehkurse, Weiterbildung und für viele gemeinsame Aktivitäten, hinterließ sie in ihrem Testament dem Verein der Schwerhörigen eine beträchtliche Summe, die den Grundstock zum Erwerb des heutigen „Witzlebenhauses“ legte, des Vereinshauses des Schwerhörigen-Vereins Berlin e. V. (SVB) in Berlin.
Bis heute verleiht der Deutsche Schwerhörigenbund (DSB) als höchste Auszeichnung die Margarethe-von-Witzleben-Medaille. Ferner existiert die Margarethe-von-Witzleben-Gemeinschaftsstiftung in der Sophie-Charlotte-Straße 23 a in Berlin-Charlottenburg. Dort und am Wohnhaus Margarethe von Witzlebens in der Tieckstraße 17 in Berlin-Mitte findet man eine Gedenktafel, die an sie erinnert.
Des Weiteren ist die Margarethe-von-Witzleben-Schule für Schwerhörige mit der Möglichkeit, das Abitur zu erlangen, in Berlin-Friedrichshain nach der großen Vorkämpferin der Hörgeschädigten benannt.